# Kaiserappartements
Des Kaiserappartements, vingt pièces se visitent dans la Reichskanzleitrakt (1728-1730) et l'Amalienburg (1575) : les appartements qu'habita François-Joseph de 1857 à 1916, ceux ou vécut l'impératrice Sissi de 1854 à 1898 et ceux ou se logea le tsar Alexandre Ier pendant le congrès de Vienne
Les trésors, sacré et séculier, amassés par les Habsbourg au fil des siècles occupent 21 salles. Ils comprennent notamment les joyaux de la couronne et les insignes du Saint-Empire romain germanique.